# Patrick Martinet
Pour les articles homonymes, voir Patrick.
Patrick Martinet, né le 11 novembre 1953 à Sannois et mort le 24 mars 2020 à Épagny (France), est un scénariste et réalisateur français et créateur de la série burkinabé humoristique Les Bobodioufs.

## Biographie
Patrick a une formation en télécommunication et transmission hertzienne doublée d'une autre en scénario et réalisation à l’École nationale supérieure Louis-Lumière à Paris.
En 1991, il s’installe au Burkina Faso et crée des œuvres dont Au royaume d’Abou ou Allô police et surtout Les Bobodioufs, une série tournée à Bobo-Dioulasso, très populaire dans les années 2000 et dont une ultime saison est produite en 2014,.
Il meurt dans la nuit du 23 au 24 mars 2020 à l'âge de 66 ans des suites d'une longue maladie,.